# Бонівка
Бо́нівка — село в Україні, у Кременецькій міській громаді Кременецького району Тернопільської області. Розташоване на півночі району. До 2020 підпорядковане Чугалівській сільській раді. 
У 2003 році населення становило 577 осіб.
Село розташоване на кряжу Кременецьких гір.

## Історія
До села було приєднано хутір Білецька Долина. На хуторі Шнури поблизу Бонівки до 1941 року проживали чеські поселенці, нині це поселення безлюдне.
Перша писемна згадка про село відноситься до 1538 року.
1 жовтня 1933 року утворено ґміну Угорськ Кременецького повіту і село включено до неї.
12 червня 2020 року, відповідно до розпорядження Кабінету Міністрів України № 724-р «Про визначення адміністративних центрів та затвердження територій територіальних громад Тернопільської області», увійшло до складу Кременецької міської громади.
19 липня 2020 року, в результаті адміністративно-територіальної реформи та ліквідації Кременецького (1940-2020) району, село увійшло до складу новоутвореного Кременецького району.

## Населення
За даними перепису населення 2001 року мовний склад населення села був таким:
| Мова       | Число ос. | Відсоток |
| ---------- | --------- | -------- |
| українська |           | 99,64    |
| російська  |           | 0,36     |

## Освіта і культура
У селі діють загальноосвітня школа І ступеня, бібліотека, клуб, ФАП; є Свято-Георгіївський храм [Архівовано 11 листопада 2017 у Wayback Machine.] парафії УПЦ (МП).

## Відомі люди
Мазанович Андрій Володимирович (1987—2024) — український військовик учасник російсько-української війни.

## Галерея

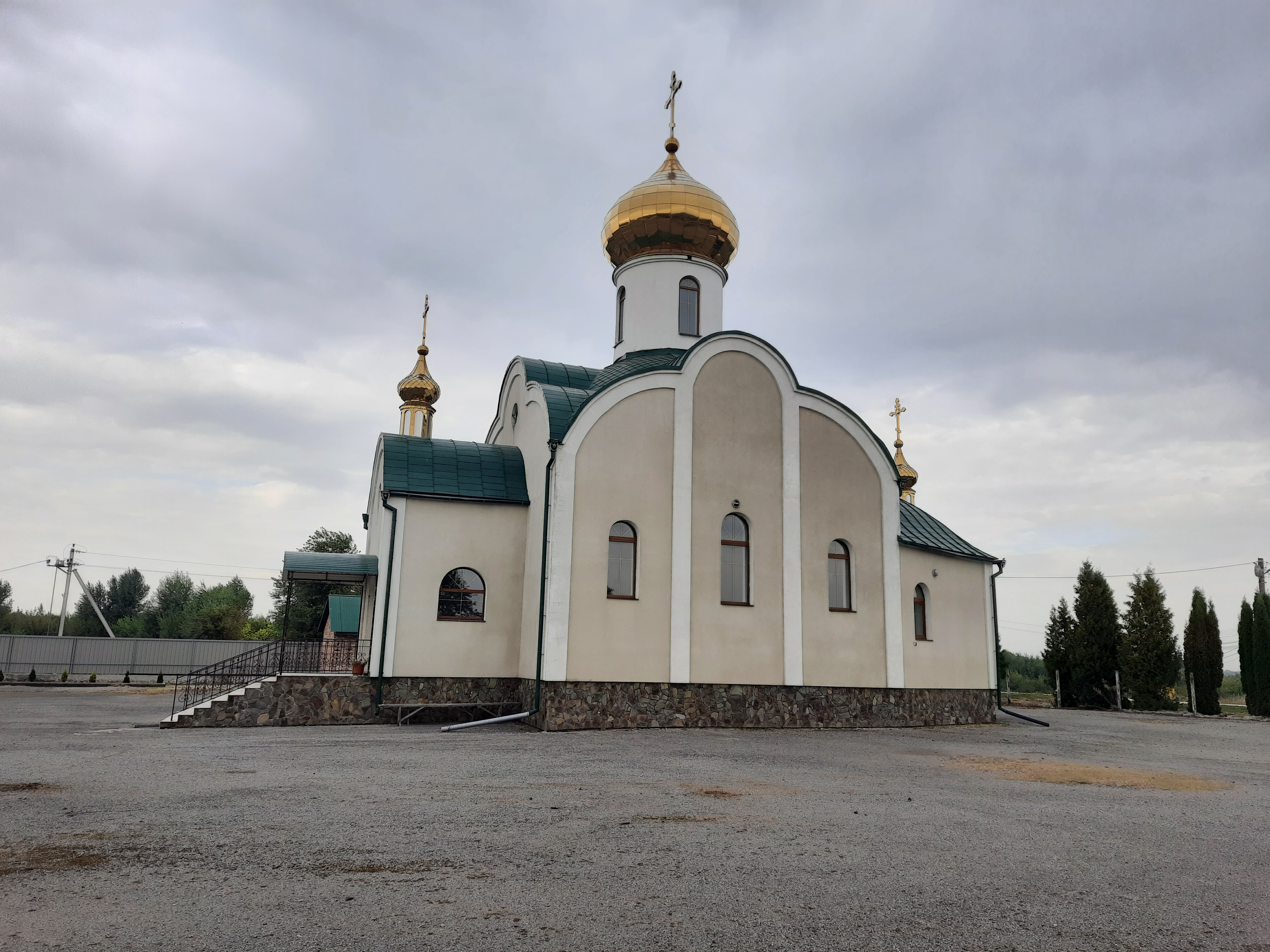
Свято-Георгіївська церква
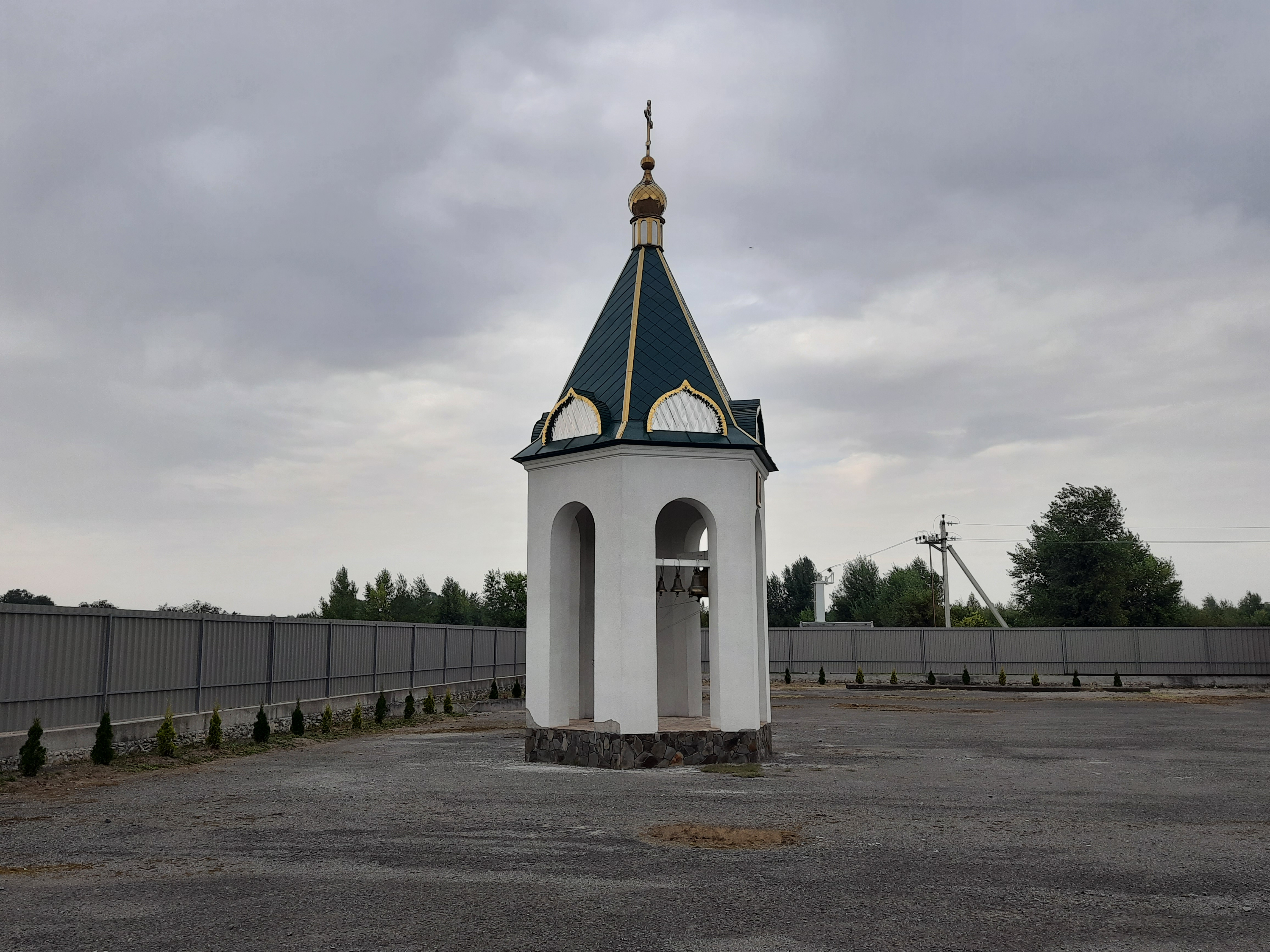
Дзвіниця Свято-Георгіївської церкви
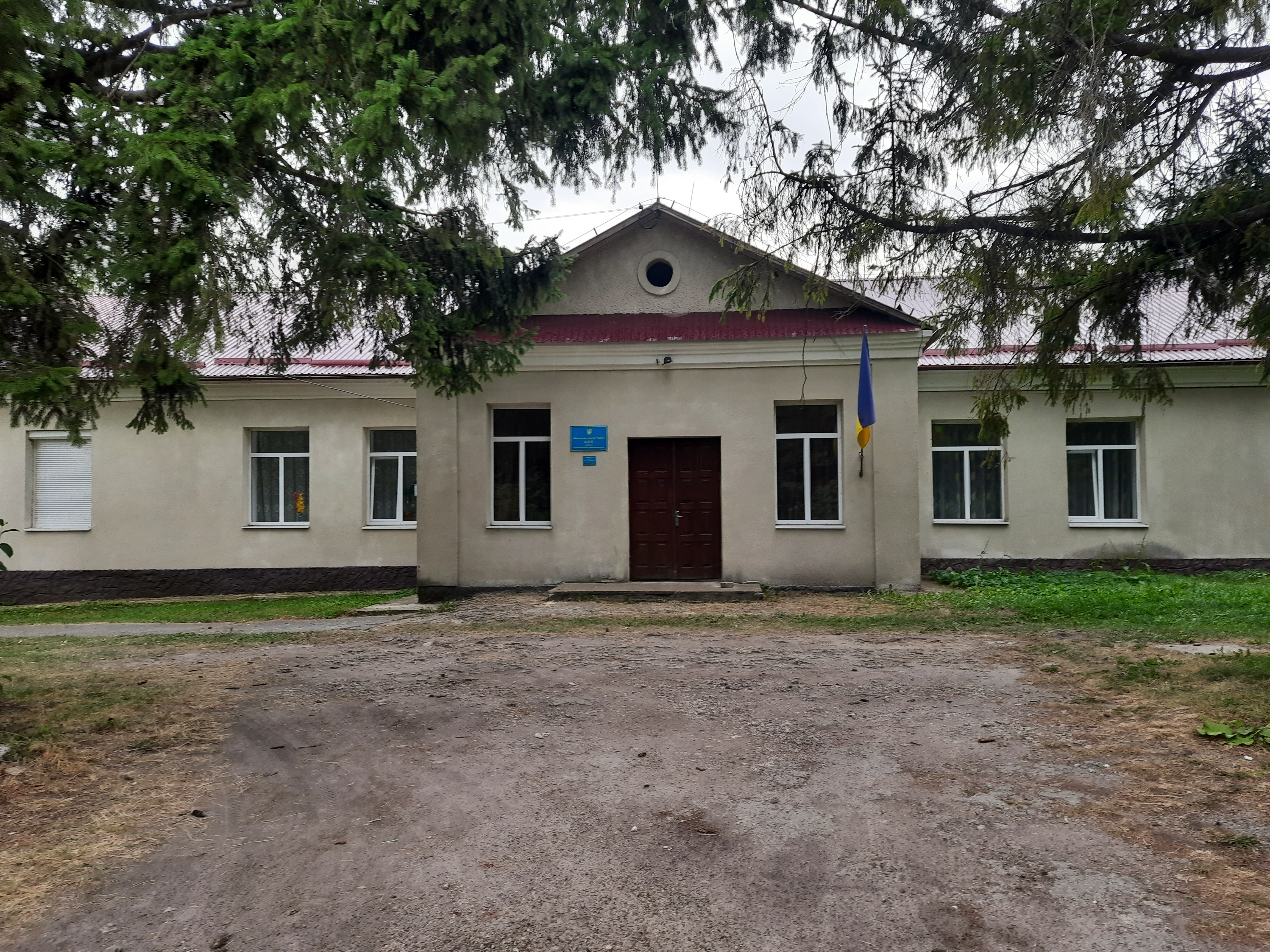
Клуб
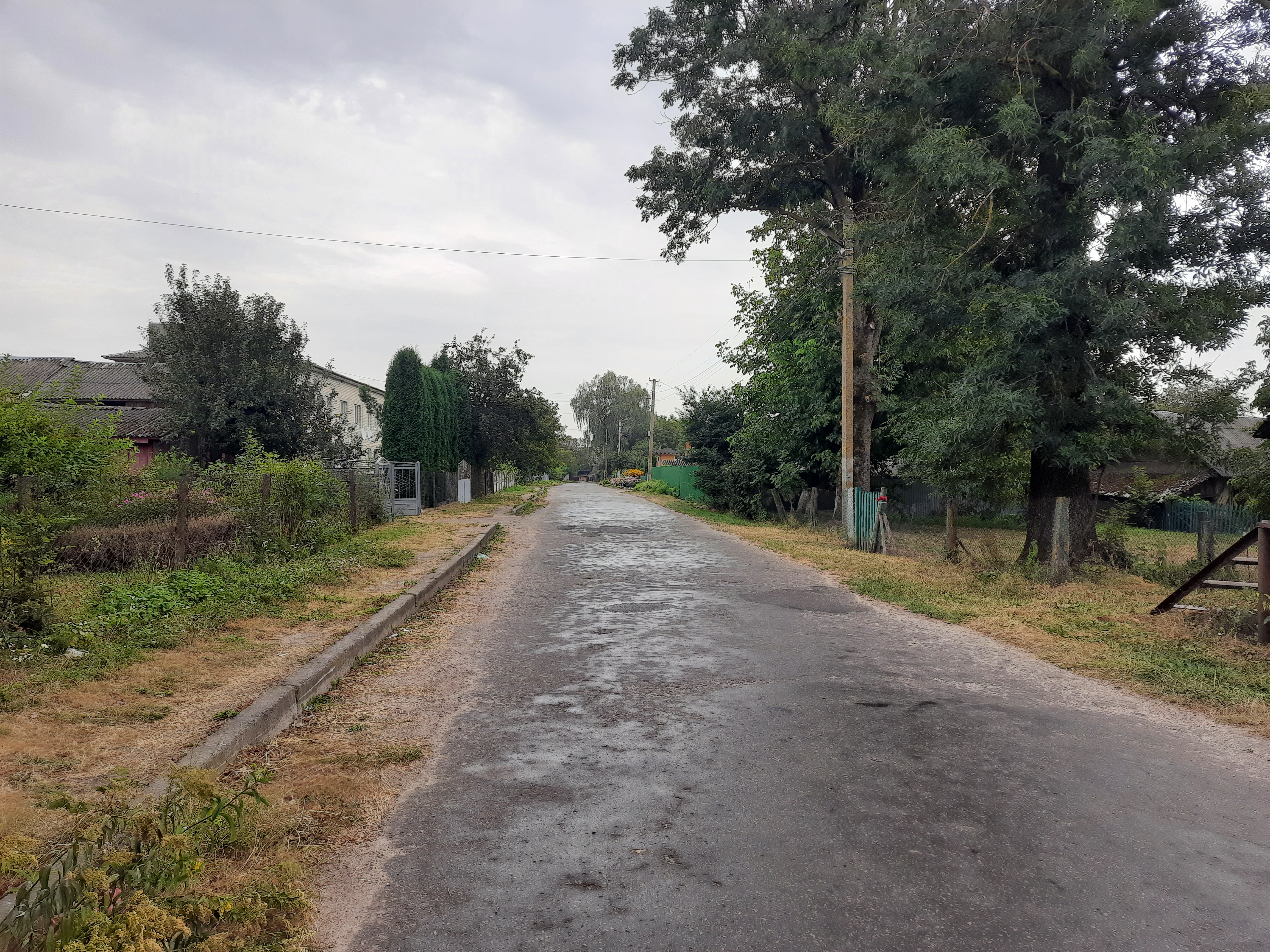
Сільська вулиця
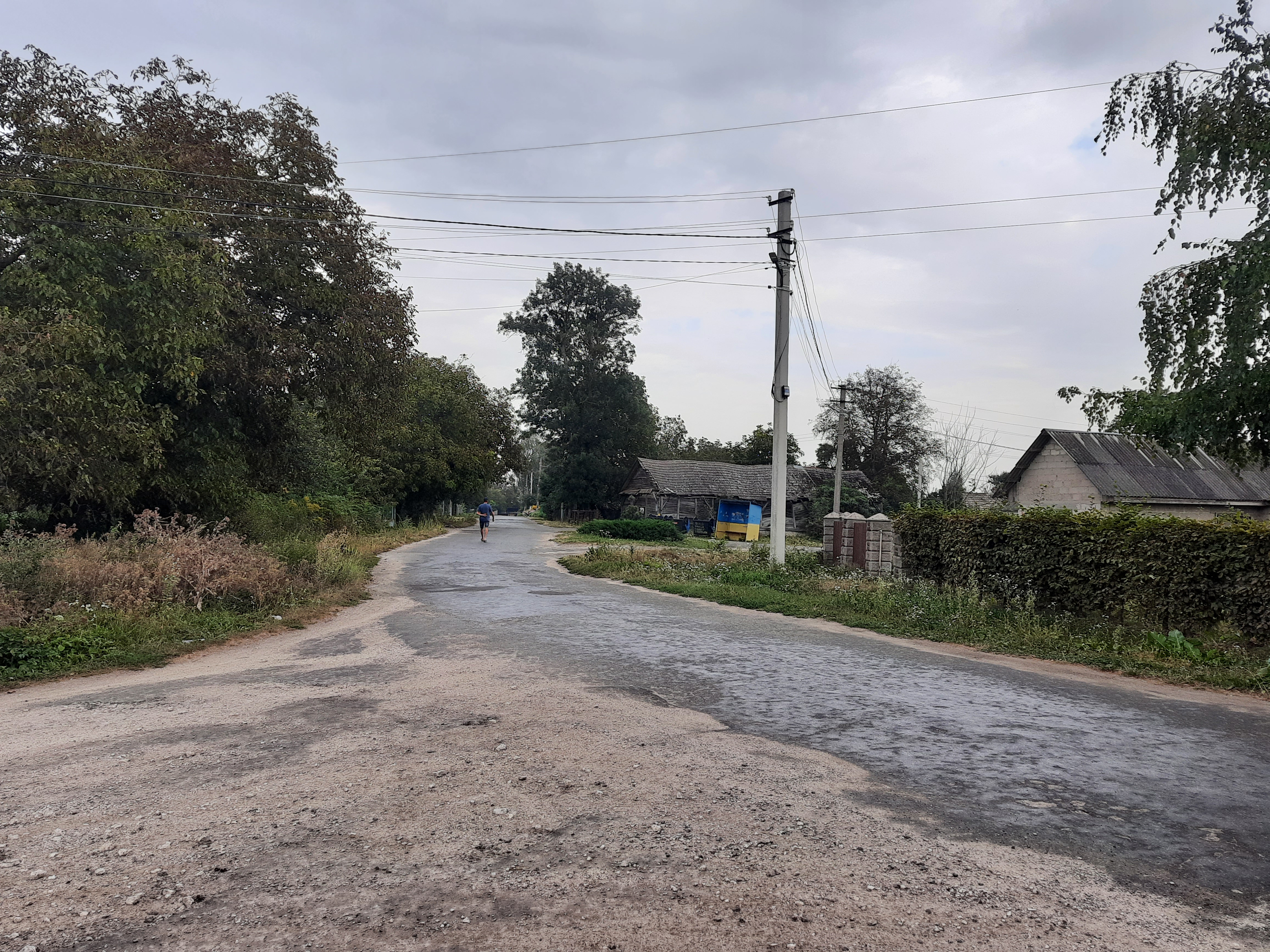
Сільський сюжет